# 入野貴大
入野 貴大（いりの たかひろ、1988年11月26日 - ）は、高知県香美郡野市町（現・香南市）出身の元プロ野球選手（投手）。右投左打。

## 経歴

### アマチュア時代
小学4年生の時に「桜ヶ丘スポーツ少年団」で野球を始めた。野市中学校では二塁手、三塁手、遊撃手などでプレー。岡豊高校入学後も内野手としてプレーしていたが、3年生時の春から投手としてもプレーするようになった。6月には日米親善高校野球大会の高知県選抜チームに選出された。高校通算では10本塁打を放った。
高校卒業後に一度は国士舘大学への進学を決めるも実際には入学せず、広島県にあったプロ育成野球専門学院に進んだが、同学院は1年で閉校した。　　

### 独立リーグ時代
2008年に四国・九州アイランドリーグ（現・四国アイランドリーグplus）の愛媛マンダリンパイレーツに入団し、5年間で183試合に登板、17勝9敗14セーブの成績を残した。5年目の2012年、NPB入りできなければ野球を辞めるつもりだったが、プロ野球ドラフト会議での指名はなかった。シーズン終了後、環境を変える決断をし、リーグのウェーバー公示を経て徳島インディゴソックスに移籍した。
2013年は中継ぎに固定され39試合44.2回を投げ3勝0敗1S、46奪三振、失点13（自責点12）、防御率0.81の成績だった。
2014年の開幕直前、チームの先発投手不足により監督の島田直也から先発転向の打診を受け、前期は先発、後期は中継ぎや抑えで登板した。リーグの前後期と年間総合優勝、さらにグランドチャンピオンシップ優勝を達成したチームで、27試合に登板、16勝3敗2セーブ、防御率2.43の成績を挙げて最多勝とベストナインを獲得、前期およびシーズンMVPに選ばれた。
2014年10月23日に行われたプロ野球ドラフト会議で東北楽天ゴールデンイーグルスに5巡目で指名され、契約金3,000万円、年俸700万円（金額は推定）で合意し、入団。背番号は50に決まった。入団時26歳は、同年の新人選手最年長だった。

### 楽天時代
2015年、開幕一軍入りを果たし、3月29日の対北海道日本ハムファイターズ戦の1回2死の場面で2番手でプロ初登板し、3回1/3を投げ被安打7、奪三振2、与四球2、5失点（自責点4）の成績で
翌30日に登録抹消された。その後再度の登録と抹消を経た3度目の登録後の9月29日の対ソフトバンク戦では、4点リードの4回2死の場面で2番手で登板し、2回1/3を投げ無失点で初勝利を挙げた。
2016年は4試合、2017年は7試合に登板したが、同年10月28日、球団から来季の契約を結ばないことが発表され、11月17日、球団から育成選手として再契約を結ぶことが発表された。
2018年10月1日、球団から来季の契約を結ばないことが発表され、10月31日に自由契約公示。

### 現役引退後
2019年2月に学生野球資格を回復させた。

## 選手としての特徴・人物
入団時で直球の最速は153km/h。変化球の持ち球はスライダー、フォークボール。グラブは故郷のみかん農家にちなみ、オレンジ色。
2016年1月4日に愛媛マンダリンパイレーツ時代に知り合った看護師の女性と約4年半の交際期間を経て結婚。同月には楽天同僚の相沢晋も結婚したため、「W結婚」として報じられた。

## 詳細情報

### 年度別投手成績
| 年 度     | 球 団     | 登 板 | 先 発 | 完 投 | 完 封 | 無 四 球 | 勝 利 | 敗 戦 | セ 丨 ブ | ホ 丨 ル ド | 勝 率 | 打 者 | 投 球 回 | 被 安 打 | 被 本 塁 打 | 与 四 球 | 敬 遠 | 与 死 球 | 奪 三 振 | 暴 投 | ボ 丨 ク | 失 点 | 自 責 点 | 防 御 率 | W H I P |
| --------- | --------- | ----- | ----- | ----- | ----- | -------- | ----- | ----- | -------- | ----------- | ----- | ----- | -------- | -------- | ----------- | -------- | ----- | -------- | -------- | ----- | -------- | ----- | -------- | -------- | ------- |
| 2015      | 楽天      | 19    | 0     | 0     | 0     | 0        | 1     | 1     | 0        | 1           | .500  | 127   | 28.0     | 32       | 5           | 13       | 1     | 0        | 24       | 0     | 0        | 16    | 13       | 4.18     | 1.61    |
| 2016      | 楽天      | 4     | 0     | 0     | 0     | 0        | 0     | 0     | 0        | 0           | ----  | 19    | 3.2      | 6        | 2           | 2        | 0     | 0        | 4        | 1     | 0        | 5     | 5        | 12.27    | 2.18    |
| 2017      | 楽天      | 7     | 0     | 0     | 0     | 0        | 0     | 0     | 0        | 0           | ----  | 24    | 5.2      | 9        | 3           | 0        | 0     | 0        | 2        | 0     | 0        | 6     | 6        | 9.53     | 1.59    |
| 通算：3年 | 通算：3年 | 30    | 0     | 0     | 0     | 0        | 1     | 1     | 0        | 1           | .500  | 170   | 37.1     | 47       | 10          | 15       | 1     | 0        | 30       | 1     | 0        | 27    | 24       | 5.79     | 1.66    |

### 記録
NPB
- 初登板：2015年3月29日、対北海道日本ハムファイターズ3回戦（札幌ドーム）、1回裏2死に2番手で救援登板、3回1/3を7被安打5失点（自責点4）
- 初奪三振：同上、2回裏に陽岱鋼から見逃し三振
- 初勝利：2015年9月29日、対福岡ソフトバンクホークス21回戦（福岡ヤフオク!ドーム）、4回裏2死に2番手で救援登板、2回1/3無失点
- 初ホールド：2015年10月2日、対千葉ロッテマリーンズ23回戦（QVCマリンフィールド）、8回表に2番手で救援登板、2/3回1失点（自責点0）

### 独立リーグでの年度別投手成績
以下の出典は、NPBドラフト指名時のリーグ発表、ならびにリーグサイトのシーズン別全選手個人成績による。
| 年 度     | 球 団     | 防 御 率 | 登 板 | 勝 利 | 敗 戦 | セ 丨 ブ | 完 投 | 完 封 | 無 四 球 | 投 球 回 | 打 者 | 被 安 打 | 被 本 塁 打 | 奪 三 振 | 与 四 球 | 与 死 球 | 失 点 | 自 責 点 | 暴 投 | ボ 丨 ク |
| --------- | --------- | -------- | ----- | ----- | ----- | -------- | ----- | ----- | -------- | -------- | ----- | -------- | ----------- | -------- | -------- | -------- | ----- | -------- | ----- | -------- |
| 2008      | 愛媛      | 2.49     | 34    | 4     | 1     | 1        | 1     | 0     | 0        | 65.0     | 253   | 49       | 4           | 28       | 12       | 4        | 25    | 18       |       |          |
| 2009      | 愛媛      | 3.16     | 40    | 2     | 0     | 8        | 0     | 0     | 0        | 74.0     | 324   | 69       | 2           | 54       | 30       | 7        | 31    | 26       |       |          |
| 2010      | 愛媛      | 3.08     | 32    | 7     | 6     | 1        | 1     | 1     | 0        | 114.0    | 477   | 103      | 3           | 81       | 37       | 8        | 46    | 39       |       |          |
| 2011      | 愛媛      | 1.74     | 41    | 1     | 0     | 2        | 0     | 0     | 0        | 57.0     | 221   | 41       | 1           | 49       | 18       | 4        | 13    | 11       |       |          |
| 2012      | 愛媛      | 3.40     | 36    | 3     | 2     | 2        | 0     | 0     | 0        | 53.0     | 227   | 37       | 2           | 55       | 33       | 4        | 24    | 20       |       |          |
| 2013      | 徳島      | 0.81     | 39    | 3     | 0     | 1        | 0     | 0     | 0        | 44.2     | 176   | 24       | 2           | 46       | 20       | 1        | 4     | 4        |       |          |
| 2014      | 徳島      | 2.43     | 27    | 16    | 3     | 2        | 2     | 0     | 0        | 129.2    | 547   | 133      | 14          | 126      | 32       | 6        | 47    | 35       | 7     | 1        |
| 通算：7年 | 通算：7年 | 2.56     | 249   | 36    | 12    | 17       | 4     | 1     | 0        | 537.1    | 2225  | 456      | 28          | 439      | 182      | 34       | 190   | 153      |       |          |

- 各年度の太字はリーグ最高

### 背番号
- 14（2008年 - 2014年）
- 50（2015年 - 2017年）
- 124（2018年）